# أوجين شنايدر الثاني
شاغْل بغوسباغ أوجين شنايدر (بالفرنسية: Charles Prosper Eugène Schneider) أي أوجين شنايدر الثاني (بالفرنسية: Eugène II Schneider؛ و. 29 أكتوبر 1868 – 17 نوفمبر 1942) كان رجل أعمال وسياسي ومخترع فرنسي.
تخصص في صناعة الحديد.

## وفاة
توفي يوم 17 نوفمبر 1942 في باريس.